# Ernesto Cianciolo (prefetto)
Ernesto Cianciolo (Palermo, 14 aprile 1868 – Palermo, 8 dicembre 1946) è stato un funzionario e prefetto italiano.

## Biografia
Funzionario del ministero dell'interno, fu commissario prefettizio del comune di Catania dal 5 novembre 1924 al 20 maggio 1925.
Da quella data fu prefetto di Belluno e dal 24 ottobre 1925 di Padova, fino al 16 settembre 1927, quando fu collaudato a riposo dal ministero dell'interno..
Fu poi Regio commissario del comune di Messina dal 1933 al 1934.